# Palacio de Hof

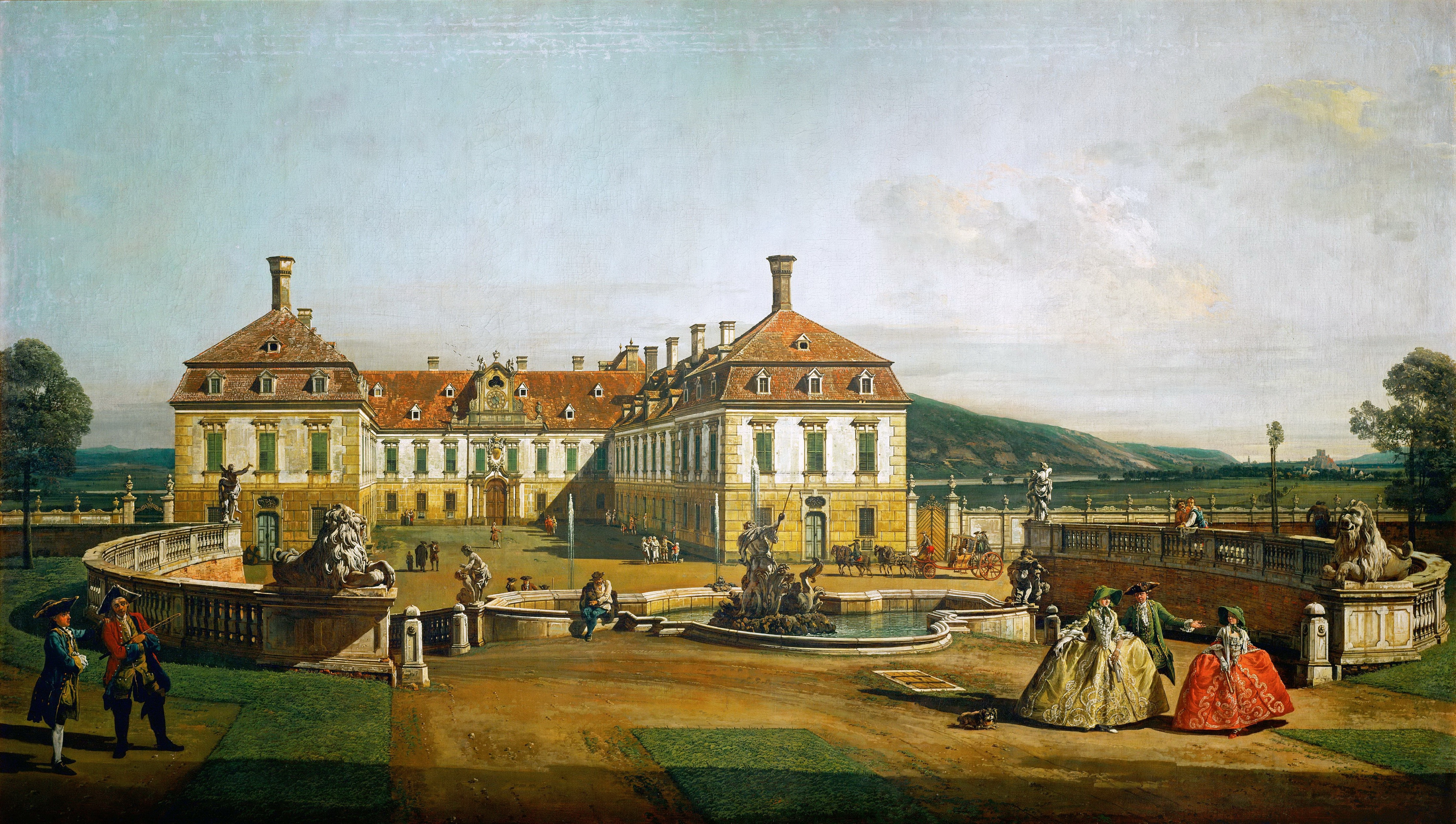
Patio de honor del palacio, pintura de Bernardo Bellotto (1758/61).

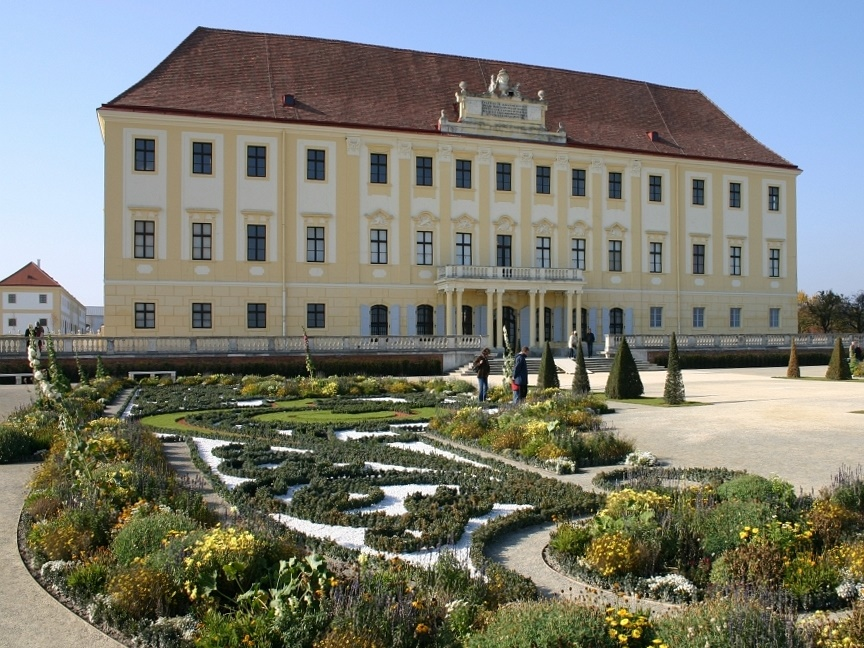
El Palacio de Hof.

El Palacio de Hof es el palacio más grande en Marchfeld, distrito de Gänserndorf (Baja Austria), junto al río March cerca de la frontera con Eslovaquia.

## Historia
El Palacio fue comprado por el Príncipe Eugenio de Saboya en el año de 1726. El castillo original era más pequeño, pero fue ampliado fundamentalmente a un palacio barroco por Johann Lukas von Hildebrandt, en 1729. Siempre fue usado como residencia veraniega. Fue heredado a su sobrina María Ana Victoria de Saboya-Carignano, pero lo perdió en su divorcio con José de Sajonia-Hildburghausen.
Después fue adquirido por María Teresa en 1755, quien construyó un piso más, llegando a ser una parte de las estancias imperiales. En abril de 1766, la archiduquesa María Cristina, hija favorita de María Teresa, se casó en la capilla del palacio.
Bajo el reinado de Francisco José, el palacio fue traspasado a la armada austro-húngara como campo de entrenamiento.
Durante la Segunda Guerra Mundial estuvo ocupado por las fuerzas armadas alemanas; al término del conflicto armado estuvo alojado el Ejército rojo.
Fue restaurado para la Exposición Nacional de 1986. En 2006, en la preparación para la presidencia alemana del 2007 se amplió la renovación.
El palacio contiene muchos muebles originales que muestran la fastuosidad de aquel entonces.

## Jardines

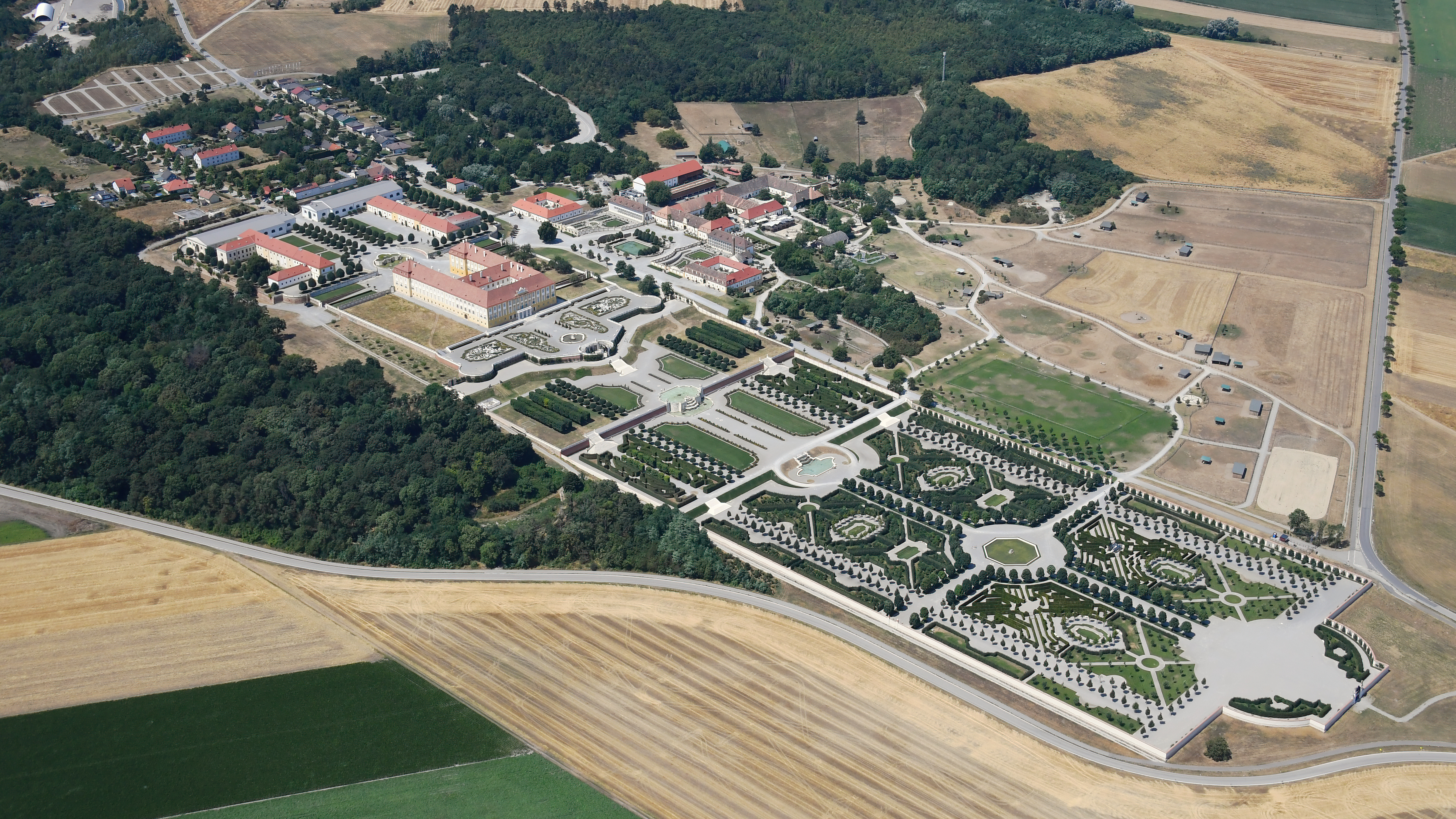
Vista aérea de los jardines

El jardín consta de siete terrazas que descienden hacia el este hasta el río March, idea que se atribuye también a Johann Lucas von Hildebrandt.